# 4312 Knacke
A 4312 Knacke (ideiglenes jelöléssel 1978 WW11) a Naprendszer kisbolygóövében található aszteroida. Schelte J. Bus, Kowal, C. T. fedezte fel 1978. november 29-én.